# Mayfield and Five Ashes
Mayfield and Five Ashes är en civil parish i Storbritannien.   Den ligger i grevskapet East Sussex och riksdelen England, i den södra delen av landet, 60 km sydost om huvudstaden London. Arean är 42 kvadratkilometer.
Terrängen i Mayfield and Five Ashes är platt.